# White Sulphur Springs (Virgínia Ocidental)
White Sulphur Springs é uma cidade localizada no estado norte-americano de Virgínia Ocidental, no Condado de Greenbrier.

## Demografia
Segundo o censo norte-americano de 2000, a sua população era de 2315 habitantes.
Em 2006, foi estimada uma população de 2321, um aumento de 6 (0.3%).

## Geografia
De acordo com o United States Census Bureau tem uma área de
5,1 km², dos quais 5,1 km² cobertos por terra e 0,0 km² cobertos por água. White Sulphur Springs localiza-se a aproximadamente 546 m acima do nível do mar.

## Localidades na vizinhança
O diagrama seguinte representa as localidades num raio de 28 km ao redor de White Sulphur Springs.